# (670817) 2014 AM55
(670817) 2014 AM55 est un objet transneptunien considéré comme cubewano, d'un diamètre d'environ 440 km et donc une planète naine potentielle.